# Sum and Substance
Sum and Substance è un album raccolta del gruppo gothic rock britannico The Mission, pubblicato nel 1994.
Il disco contiene due inediti: Sour Puss e Afterglow.

## Tracce
1. Wasteland – 5:38
2. Severina – 4:03
3. Stay with Me – 4:37
4. Tower of Strength – 8:08
5. Beyond the Pale (armageddon mix) – 3:48
6. Butterfly on a Wheel – 5:38
7. Deliverance – 6:00
8. Into the Blue – 4:09
9. Amelia – 4:33
10. Hands Across the Ocean – 3:47
11. Never Again – 5:06
12. Shades of Green (pt. ii) – 3:59
13. Like a Child Again (remix) – 3:38
14. Sour Puss – 3:32
15. Afterglow – 4:05